# Акалат лісовий
Акала́т лісовий (Sheppardia cyornithopsis) — вид горобцеподібних птахів родини мухоловкових (Muscicapidae). Мешкає в Західній і Центральній Африці.

## Опис
Довжина птаха становить 13 см, вага 17-21 г. Спина і крила рудувато-коричневі, обличчя сіре, груди яскраво-рудувато-оранжеві, живіт контрастно білий.

## Підвиди
Виділяють три підвиди:
- S. c. houghtoni Bannerman, 1931 — від Гвінеї до Сьєрра-Леоне, Ліберії і Кот-д'Івуару;
- S. c. cyornithopsis (Sharpe, 1901) — від південного Камеруну і південного заходу ЦАР до Габону і Республіки Конго;
- S. c. lopezi (Alexander, 1907) — північ і схід ДР Конго, захід і південь Уганди.

## Поширення і екологія
Лісові акалати мешкають в Гвінеї, Сьєрра-Леоне, Ліберії, Кот-д'Івуарі, Гані, Нігерії, Камеруні, Центральноафриканській Республіці, Екваторіальній Гвінеї, Габоні, Республіці Конго, Демократичній Республіці Конго, Танзанії і Уганді. Вони живуть в підліску вологих рівнинних і гірських тропічних лісів та заболочених лісів, на плантаціях. Віддають перевагу тінистим заростям поблизу води.